# Kokkíni Cháni
Pour les articles homonymes, voir Chani (homonymie).
Kokkíni Cháni, en grec moderne : Κοκκίνη Χάνι, est un village côtier du dème de Chersónissos, dans le district régional de Héraklion, de la Crète, en Grèce. Selon le recensement de 2011, la population de Kokkíni Cháni compte 2 647 habitants. Il est situé à une altitude de 10 m.

## Histoire
La région s'appelait autrefois Armylídes (Αρμυλίδες). La localité doit son nom actuel à la plus importante des anciennes auberges de la région, l'auberge de Kokkini (en grec moderne : Χάνι του Κοκκίνη /Cháni tou Kokkíni), dont on peut voir le bâtiment, dans sa forme rénovée, sur la route principale, face à l'ancienne école des métiers du tourisme.

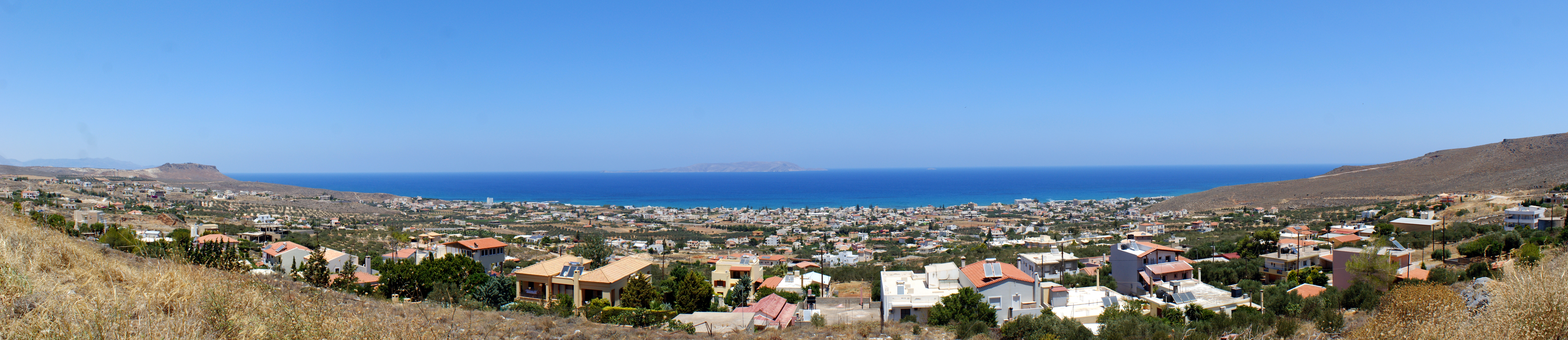
Vue panoramique du village à partir de la route d'Anópoli.